# Paradexamine rewa
Paradexamine rewa is een vlokreeftensoort uit de familie van de Dexaminidae. De wetenschappelijke naam van de soort is voor het eerst geldig gepubliceerd in 1985 door Myers.